# العلاج البيولوجي لداء الأمعاء الالتهابي
العلاج البيولوجي هو استخدام الأدوية التي تسمى بالمستحضرات الدوائية الحيوية أو الأدوية البيولوجية المصممة خصيصًا لاستهداف الوسيط المناعي أو الجيني للمرض، يلعب هذا العلاج دورًا رئيسيًا في علاج داء الأمعاء الالتهابي. حتى بالنسبة للأمراض مجهولة السبب، يمكن تحديد الجزيئات المشاركة في الآلية المرضية، ويمكن استهدافها في العلاج البيولوجي. تشارك العديد من هذه الجزيئات، التي تتكون أساسًا من السيتوكينات، بشكل مباشر في جهاز المناعة. تزايد دور العلاج البيولوجي في علاجات السرطان، وأمراض المناعة الذاتية، وأمراض غير معروفة السبب تؤدي إلى ظهور أعراض ناتجة عن الآليات المناعية.
داء الأمعاء الالتهابي هو مجموعة من الأمراض الجهازية يحدث خلالها التهابات في الجهاز الهضمي، ويشمل ذلك مرضين (أو ثلاثة) غير معروفي السبب هم: التهاب القولون التقرحي الذي يصيب الأمعاء الغليظة فقط، وداء كرون الذي قد يؤثر على الجهاز الهضمي بأكمله، والتهاب القولون غير المحدد، والذي يتكون من التهاب الأمعاء الغليظة الذي يظهر صفات من كل من داء كرون والتهاب القولون التقرحي.
على الرغم من أن أسباب هذه الأمراض غير معروفة، لكن اقتُرحت آليات وراثية وبيئية ومناعية وآليات أخرى، ويلعب جهاز المناعة دورًا كبيرًا في تطور الأعراض. لذلك طُوّرت مجموعة متنوعة من العلاجات البيولوجية (مثل مثبطات عامل نخر الورم ومضادات الإنترلوكين) لعلاج هذه الأمراض. على الرغم من أن استخدام الأجسام المضادة لعلاج الأمراض يعود إلى القرن التاسع عشر، لكن العلاج البيولوجي اليوم هو مفهوم جديد نسبيًا لعلاج مرض التهاب الأمعاء. كان لخيارات العلاج السابقة العديد من أوجه القصور، وأدى إدخال العلاج البيولوجي إلى تغيير الطريقة التي يعالج بها الأطباء مرض كرون والتهاب القولون التقرحي. ومع ذلك، لا يزال للعلاج البيولوجي العديد من العيوب مثل التكلفة العالية وخطر الآثار الجانبية. تُجرى الكثير من الأبحاث في مجالات أخرى مهمة مثل البدائل الحيوية لمعالجة هذه المخاوف.

## تاريخه
يعود استخدام الأجسام المضادة في علاج الأمراض إلى أواخر القرن التاسع عشر مع ظهور الأجسام المضادة لسموم الخناق (مضاد ذيفان الخناق) لعلاج الدفتيريا. وفي القرن العشرين، بدأت تسمية الفئة الناشئة حديثًا من الأدوية المشتقة بشكل طبيعي مثل الأمصال واللقاحات ومضادات السموم على أنها أدوية بيولوجية. تغير تعريف العلاج البيولوجي كثيرًا منذ ذلك الحين. أدى تطوير تقنية الحمض النووي المؤتلف في السبعينيات إلى فهمنا الحديث للعلاج البيولوجي، والذي لا يشمل المواد البيولوجية التقليدية مثل اللقاحات. تستخدم أشيع العلاجات البيولوجية حاليًا البروتينات، مثل الأجسام المضادة وحيدة النسيلة، لتنظيم جهاز المناعة في علاج الأمراض.
في عام 1975، أنتج جورج جيه إف كولر وسيزار ميلشتاين أول أضداد وحيدة النسيلة باستخدام تقنية الورم الهجين. بدأوا مجال تطوير الأجسام المضادة وحيدة النسيلة وفازوا بجائزة نوبل للطب عام 1984 عن عملهم. بعد فترة وجيزة، أصبح موروموناب – سي دي 3 أول جسم مضاد أحادي النسيلة مرخص بالكامل في عام 1986 لاستخدامه في علاج رفض زرع الكلى. سمحت إدارة الغذاء والدواء بعد ذلك باستخدام أكثر من 70 نوع من الأجسام المضادة وحيدة النسيلة.
أدت التطورات في العلاج البيولوجي إلى تغيير طريقة علاج داء الأمعاء الالتهابي بشكل كبير. يعاني مرضى داء كرون والتهاب القولون التقرحي من ارتفاع نسب السيتوكينات المسببة للالتهابات مثل الإنترلوكينات 1و6 و8 و23 وعامل نخر الورم. في عام 1988، اكتُشف جسم مضاد أحادي النسيلة يسمى إنفليكسيماب في كلية الطب في جامعة نيويورك. يعمل إنفليكسيماب عن طريق الارتباط بعامل نخر الورم، مما يوقف آثاره الالتهابية. استُخدم في البداية لعلاج مرض كرون وأصبح أول مثبط لعامل نخر الورم المعتمد من قبل إدارة الغذاء والدواء في عام 1998. يُعد الإنفليكسماب بالإضافة إلى مثبطات عامل نخر الورم الأخرى مثل أداليموماب، وسيرتوليزوماب، وغوليموماب أكثر الأدوية البيولوجية المستخدمة في علاج مرض كرون والتهاب القولون التقرحي شيوعًا. الفئات الرئيسية الأخرى من المستحضرات الدوائية الحيوية التي تعالج داء الأمعاء الالتهابي هي مضادات مستقبلات الإنتجرين مثل فيدوليزوماب، وناتاليزوماب، ومضادات الإنترلوكين مثل أوستيكينوماب.